# Wojciechów
Wojciechów è un comune rurale polacco del distretto di Lublino, nel voivodato di Lublino.
Ricopre una superficie di 80,92 km² e nel 2004 contava 5 878 abitanti.